# نادي هجر موسم 2009–10
شاركَ نادي هجر في دوري الدرجة الأولى السعودي 2009-10 حيثُ خاض 26 مباراةً نجحَ خلالها في حصدِ 33 نقطة وهو ما مكّنه من احتلالِ المركز السابع في جدول ترتيب الدوري خلفَ نادي الخليج الذي حلَّ سادسًا بـ 34 نقطة بفارقِ نقطة واحدة، كما شارك في كأس وليّ العهد لكنّه غادره في الدور الثاني (دور الـ 16) حينما هُزم على يدِ النادي الأهلي بثلاثة أهداف مقابل اثنين.

## نظرة عامّة
| المنافسة                   | أول مباراة                 | آخر مباراة          | الدور الافتتاحي | المركز النهائي | السجل | السجل | السجل | السجل | السجل | السجل | السجل | السجل   |
| المنافسة                   | أول مباراة                 | آخر مباراة          | الدور الافتتاحي | المركز النهائي | لعب   | ف     | ت     | خ     | له    | عليه  | ف.أ.  | الفوز % |
| -------------------------- | -------------------------- | ------------------- | --------------- | -------------- | ----- | ----- | ----- | ----- | ----- | ----- | ----- | ------- |
| دوري الدرجة الأولى السعودي | 31 آب/أغسطس 2009           | 23 نيسان/أبريل 2010 | الجولة الأولى   | المركز السابع  | 26    | 9     | 6     | 11    | 34    | 41    | −7    | 034٫62  |
| كأس الملك                  | –                          | –                   | –               | –              | 0     | 0     | 0     | 0     | 0     | 0     | +0    | —       |
| كأس ولي العهد              | 10 كانون الأول/ديسمبر 2009 | 04 شباط/فبراير 2010 | دور الـ 32      | دور الـ 16     | 2     | 1     | 0     | 1     | 4     | 4     | +0    | 050٫00  |
| المجموع                    | المجموع                    | المجموع             | المجموع         | المجموع        | 28    | 10    | 6     | 12    | 38    | 45    | −7    | 035٫71  |

آخر تحديث: نهاية الموسم
المصدر: المنافسات

### حصيلة النتائج
| الفريق ╲ الجولة | 1 | 2 | 3 | 4 | 5 | 6 | 7 | 8 | 9 | 10 | 11 | 12 | 13 | 14 | 15 | 16 | 17 | 18 | 19 | 20 | 21 | 22 | 23 | 24 | 25 | 26 |
| --------------- | - | - | - | - | - | - | - | - | - | -- | -- | -- | -- | -- | -- | -- | -- | -- | -- | -- | -- | -- | -- | -- | -- | -- |
| هجر             | L | D | W | L | W | D | L | L | W | W  | L  | D  | L  | W  | W  | D  | L  | L  | D  | L  | L  | L  | L  | D  | W  | W  |

### ملخص النتائج
| شامل | شامل | شامل | شامل | شامل | شامل | شامل | شامل | على أرضه | على أرضه | على أرضه | على أرضه | على أرضه | على أرضه | خارج أرضه | خارج أرضه | خارج أرضه | خارج أرضه | خارج أرضه | خارج أرضه |
| لعب  | ف    | ت    | خ    | أ.ل  | أ.ع  | ف.أ  | ن    | ف        | ت        | خ        | أ.ل      | أ.ع      | ف.أ      | ف         | ت         | خ         | أ.ل       | أ.ع       | ف.أ       |
| ---- | ---- | ---- | ---- | ---- | ---- | ---- | ---- | -------- | -------- | -------- | -------- | -------- | -------- | --------- | --------- | --------- | --------- | --------- | --------- |
| 26   | 9    | 6    | 11   | 34   | 41   | −7   | 33   | 6        | 3        | 4        | 22       | 24       | −2       | 3         | 3         | 7         | 12        | 17        | −5        |

## الدوري

### معلومات عامّة
النصف الأول
استهلَّ هجر مشوارهُ في دوري الدرجة الأولى بسقوطٍ مدوي في الجولة الافتتاحيّة في الأحساء بثلاثة أهداف مقابل واحد أمام نادي الرياض، لكنّه عاد في الجولة الثانيّة بنقطةٍ ثمينةٍ من المدينة المنورة حينما فرض هناك تعادلًا إيجابيًا بهدفٍ في كلّ شبكة على نادي أحد. أول انتصارٍ لهجر في الدوري كان في الجولة الثالثة في مباراة دراماتيكيّة شهدت تسعة أهداف كاملة وذلك بعدما سجّل النادي الأحسائي خمسة أهداف وتلقّى في مقابل ذلك أربعة من نادي الخليج في ملعب الأمير عبد الله بن جلوي. فشل هجر في المحافظة على نتيجتهِ الإيجابيّة الأخيرة فخسر في الجولة الرابعة أمام نادي الطائي في مدينةِ حائل بهدفٍ نظيفٍ.
عاد هجر سريعًا للخطّ الصحيح حينما تغلَّب على أرضية ميدانه على نادي الوطني بثلاثة أهداف مقابل واحد، ثمّ تعادل في ملعب نادي الشعلة بمدينة الخرج بهدفٍ في كلّ شبكة أمام الشعلة. تعرّض هجر من جديدٍ لخسارةٍ كبيرةٍ على أرضيّة ملعبه في الأحساء وكانت هذه المرة أمام نادي الأنصار بثلاثة أهداف مقابل واحد، تلها خسارةٌ هي الثانية على التوالي في الدوري والرابعة في ثماني جولات أمام نادي ضمك في أبها بهدفين مقابل واحد.
انتفض هجر أخيرًا فحقّق انتصارًا في الجولة التاسعة على حسابِ نادي التعاون حفظ به ماء الوجه، ثمّ أعقبها بانتصارٍ هو الثاني تواليًا له في الدوري وكان هذه المرة على حساب نادي أبها في الأحساء، لكنّه تعثر في الجولة الحادية عشر حينما سقطَ في المجمعة أمام نادي الفيصلي بهدفين مقابل واحد، وواصل الشيخ الحجراوي مسلسل تضييع النقاط حينما تعادل مع غريمهِ التقليدي العدالة في ملعب الأمير عبد الله بن جلوي بهدفٍ في كلّ شبكة، قبل أن يخسر الجولة الثالثة عشر أمام حطين في جازان بثلاثة أهداف مقابل اثنين.
النصف الثاني
دخل هجر النصف الثاني من موسمهِ الكرويّ 2009–10 وعينهُ على تحقيق نتائج إيجابيّة بعد نصفٍ أولٍ مُخيّبٍ للآمال وبعد الإقصاء من كأس وليّ العهد. سافر هجر نحو العاصمة السعودية في الرياض فعاد من هناك بالنقاط الثلاث بعدما تغلّب بهدفٍ نظيفٍ على نادي الرياض، ثمّ هزم نادي أحد في الأحساء بنفسِ النتيجة حاصدًا بذلك ستّ نقاطٍ كاملة في مبارتين. واصل هجر سلسلة نتائجهِ الإيجابيّة حينما اقتنص نقطة تعادلٍ ثمينةٍ من سيهات أمام نادي الخليج، قبل أن يتعثر النادي الأحسائي في الجولة السابعة عشر حينما اكتُسح برباعيّة نظيفة على يدِ نادي الطائي في ملعب الأمير عبد الله بن جلوي، لكنّه عاد لتداركِ الأمور سريعًا بعدما فاز بهدفين مقابل واحد على نادي الوطني في مدينة تبوك.
عثَّر نادي الشعلة نظيره هجر في ميدانه في الجولة التاسعة عشر حينما فرض عليه تعادلًا بهدفٍ في كلّ شبكة، ثمّ تأزمت وضعية الفريق الأحسائي حينما خسر بهدفينِ نظيفينِ في المدينة المنورة أمام نادي الأنصار في الجولة العشرين، وتلاها خسارةٌ هي الثانية على التوالي في الدوري أمام نادي ضمك (0 – 2) في الأحساء، ثمّ سقط من جديدٍ في بريدة أمام نادي التعاون بهدف نظيف، قبل أن يتلقى الخسارة الرابعة على التوالي أمام أبها وهي أطول سلسلة خسارة لنادي هجر في الدوري هذا الموسم.
أوقف هجر مسلسل خسائرهِ المتواليّة حينما تعادل على أرضيّة ملعبه أمام نادي الفيصلي بهدفٍ في كلّ شبكة، قبل أن يُحقّق انتصارًا في مباراة الديربي التي جمعتهُ بنادي العدالة في السادس عشر من نيسان/أبريل 2010، واختتم موسمهُ السيء في الدوري بانتصارٍ لم يُغيّر الكثير في جدول ترتيب الدوري على حسابِ نادي حطين القادم من الجنوب في ملعب الأمير عبد الله بن جلوي بالأحساء.

### قائمة المباريات
جدول الترتيب
حلَّ نادي هجر سابعًا في جدول الترتيب الدوري برصيدِ 33 نقطة بعد 26 مباراة لعبها حيتُ فازَ في تسعِ مبارياتٍ وتعادل في ستّة بينما خسر إحدى عشر مباراة. جاء هجر خلف نادي الخليج الذي حلَّ سادسًا بـ 34 نقطة أي بفارق نقطة واحدة عن النادي الأحسائي، بينما حلَّ خلفه النادي الأحسائي الآخر العدالة الذي حصدَ 31 نقطة بفارق نقطتين عن هجر، وجمع الأول هذا العدد من النقاط عبر فوزهِ في ثماني مقابلات وتعادله في ستّة مقابل خسارته لإحدى عشر مقابلة هو الآخر. سجَّل هجر خلال مشواره في الدوري هذا الموسم ما مجموعهُ 34 هدفًا في حصيلة متواضعة نوعًا ما مقارنة بفرق أخرى في صدارة الترتيب بينما استقبلت شباكه 41 هدفًا في حصيلة متواضعة أخرى.
| م | الفريق  | لعب | ف  | ت | خ  | له | عليه | ف.أ  | نقاط |
| 5 | الطائي  | 26  | 12 | 4 | 10 | 30 | 25   | + 5  | 40   |
| 6 | الخليج  | 26  | 10 | 4 | 12 | 34 | 34   | 0    | 35   |
| 7 | هجر     | 26  | 9  | 6 | 11 | 34 | 41   | - 7  | 33   |
| 8 | العدالة | 26  | 8  | 7 | 11 | 32 | 33   | - 1  | 31   |
| 9 | ضمك     | 26  | 9  | 2 | 15 | 29 | 43   | - 14 | 29   |
| - | ------- | --- | -- | - | -- | -- | ---- | ---- | ---- |

قائمة المباريات
هذه قائمةٌ بمباريات نادي هجر في دوري الدرجة الأولى السعودي موسم 2009–10:
| 31 أغسطس 2009 1 | هجر | 1 – 3 | الرياض | الأحساء                              |
| 14:00           |     |       |        | الملعب: ملعب الأمير عبد الله بن جلوي |

| 06 سبتمبر 2009 2 | أحد | 1 – 1 | هجر | المدينة المنورة                        |
| 15:30            |     |       |     | الملعب: ملعب الأمير محمد بن عبد العزيز |

| 30 سبتمبر 2009 3 | هجر | 5 – 4 | الخليج | الأحساء                              |
| 16:00            |     |       |        | الملعب: ملعب الأمير عبد الله بن جلوي |

| 08 أكتوبر 2009 4 | الطائي | 1 – 0 | هجر | حائل                                    |
| 14:00            |        |       |     | الملعب: ملعب الأمير عبد العزيز بن مساعد |

| 16 أكتوبر 2009 5 | هجر | 3 – 1 | الوطني | الأحساء                              |
| 16:00            |     |       |        | الملعب: ملعب الأمير عبد الله بن جلوي |

| 22 أكتوبر 2009 6 | الشعلة | 1 – 1 | هجر | الخرج                    |
| 13:00            |        |       |     | الملعب: ملعب نادي الشعلة |

| 30 أكتوبر 2009 7 | هجر | 1 – 3 | الأنصار | الأحساء                              |
| 15:00            |     |       |         | الملعب: ملعب الأمير عبد الله بن جلوي |

| 05 نوفمبر 2009 8 | ضمك | 2 – 1 | هجر | أبها                                              |
| 16:00            |     |       |     | الملعب: مدينة الأمير سلطان بن عبد العزيز الرياضية |

| 13 نوفمبر 2009 9 | هجر | 4 – 2 | التعاون | الأحساء                              |
| 18:00            |     |       |         | الملعب: ملعب الأمير عبد الله بن جلوي |

| 23 ديسمبر 2009 10 | هجر | 2 – 1 | أبها | الأحساء                              |
| 14:00             |     |       |      | الملعب: ملعب الأمير عبد الله بن جلوي |

| 31 ديسمبر 2009 11 | الفيصلي | 2 – 1 | هجر | المجمعة                        |
| 18:00             |         |       |     | الملعب: مدينة المجمعة الرياضية |

| 07 يناير 2010 12 | هجر | 1 – 1 | العدالة | الأحساء                              |
| 15:00            |     |       |         | الملعب: ملعب الأمير عبد الله بن جلوي |

| 13 يناير 2010 13 | حطين | 3 – 2 | هجر | جازان                             |
| 16:00            |      |       |     | الملعب: مدينة الملك فيصل الرياضية |

| 22 يناير 2010 14 | الرياض | 0 – 1 | هجر | الرياض                                 |
| 17:00            |        |       |     | الملعب: ملعب الأمير تركي بن عبد العزيز |

| 28 يناير 2010 15 | هجر | 1 – 0 | أحد | الأحساء                              |
| 14:00            |     |       |     | الملعب: ملعب الأمير عبد الله بن جلوي |

| 11 فبراير 2010 16 | الخليج | 1 – 1 | هجر | سيهات                    |
| 17:00             |        |       |     | الملعب: ملعب نادي الخليج |

| 19 فبراير 2010 17 | هجر | 0 – 4 | الطائي | الأحساء                              |
| 15:20             |     |       |        | الملعب: ملعب الأمير عبد الله بن جلوي |

| 25 فراير 2010 18 | الوطني | 1 – 2 | هجر | تبوك                                  |
| 13:00            |        |       |     | الملعب: ملعب الملك خالد بن عبد العزيز |

| 03 مارس 2010 19 | هجر | 1 – 1 | الشعلة | الأحساء                              |
| 16:00           |     |       |        | الملعب: ملعب الأمير عبد الله بن جلوي |

| 10 مارس 2010 20 | الأنصار | 2 – 0 | هجر | المدينة المنورة                        |
| 15:00           |         |       |     | الملعب: ملعب الأمير محمد بن عبد العزيز |

| 19 مارس 2010 21 | هجر | 0 – 2 | ضمك | الأحساء                              |
| 16:00           |     |       |     | الملعب: ملعب الأمير عبد الله بن جلوي |

| 25 مارس 2010 22 | التعاون | 1 – 0 | هجر | بريدة                                 |
| 16:00           |         |       |     | الملعب: مدينة الملك عبد الله الرياضية |

| 02 أبريل 2010 23 | أبها | 2 – 1 | هجر | أبها                                    |
| 16:00            |      |       |     | الملعب: ملعب الأمير سلطان بن عبد العزيز |

| 09 أبريل 2010 24 | هجر | 1 – 1 | الفيصلي | الأحساء                              |
| 13:00            |     |       |         | الملعب: ملعب الأمير عبد الله بن جلوي |

| 16 أبريل 2010 25 | العدالة | 0 – 1 | هجر | الأحساء                              |
| 15:25            |         |       |     | الملعب: ملعب الأمير عبد الله بن جلوي |

| 23 أبريل 2010 26 | هجر | 2 – 1 | حطين | الأحساء                              |
| 17:00            |     |       |      | الملعب: ملعب الأمير عبد الله بن جلوي |

### إحصائيات
- سجّل هجر 34 هدفًا (بمعدل 1.30 في كلّ مباراة) بينما تلقّت شباكه 41 هدفًا (بمعدل 1.57 في كل مباراة).
  - سجّل هجر 22 هدفًا في المباريات التي خاضها على أرضيّة ملعبه بينما تلقَّى 24 هدفًا.
  - سجّل هجر 12 هدفًا خارج دياره وتلقَّى في مقابل ذلك 17 هدفًا.
- خسر هجر أربع مبارياتٍ على التوالي، وكان ذلك من الجولة العشرين حتى الجولة الثالثة والعشرين.
  - لم يُحقَّقَ هجر ثلاث انتصاراتٍ على التوالي طوال جولات الدوري الستّة والعشرين، لكنّه حقق في مقابل ذلك انتصارين على التوالي في ثلاث مناسبات: في الجولتين التاسعة والعاشرة ثمّ في الجولتين الرابعة عشر والخامسة عشر وأخيرًا في الجولة الخامسة والسادسة والعشرين.
- أكبر انتصارٍ حقّقه نادي هجر في الموسم الكرويّ 2009–10 كان داخل ميدانهِ على حسابِ نادي التعاون بأربعة أهداف مقابل اثنين في الجولة التاسعة.
  - أكبر خسارةٍ تعرض لها النادي الأحسائي كانت في الجولة السابعة عشر حينما هُزم في الأحساء أمام الطائي برباعيّة نظيفة.

## كأس ولي العهد

### معلومات عامة
شاركَ نادي هجر في كأس وليّ العهد السعودي 2009–10 ونجحَ في تخطّي الدور الأول (دور الـ 32) بعدما أقصى نادي الرياض بهدفينِ مقابل واحد في المباراة التي أُقيمت على ملعب الأمير عبد الله بن جلوي في الأحساء. قرعةُ البطولة جعلت هجر يُواجه النادي الأهلي – أحد المرشحين الكبار للفوزِ بالبطولة – في الدور الثاني (دور الـ 16) فأُقصي على يدِه بثلاثة أهدافٍ مقابل اثنينِ في المباراة التي لُعبت أيضًا في ملعب الأمير عبد الله بن جلوي.

### قائمة المباريات
هذه قائمةُ المبارتينِ التي لعبها نادي هجر في إطار مباريات كأس ولي العهد:
| 10 ديسمبر 2009 دور الـ 32 | هجر | 2 – 1 | الرياض | الأحساء                              |
| 14:25                     |     |       |        | الملعب: ملعب الأمير عبد الله بن جلوي |

| 04 فبراير 2010 دور الـ 16 | هجر | 2 – 3 | الأهلي | الأحساء                              |
| 17:30                     |     |       |        | الملعب: ملعب الأمير عبد الله بن جلوي |

### إحصائيات
- خاض نادي هجر مباراتينِ اثنتينِ في مسابقة كأس وليّ العهد السعودي، فربحَ الأولى أمام نادي الرياض لكنّه خسر الثانيّة لصالح نادي الأهلي بثلاثة أهداف مقابل اثنين.
  - نجحَ هجر في المباراتينِ التي لعبهما في إطار هذه المنافسة في تسجيلِ أربعة  أهداف وتلقى في المقابل أربعة أهدافٍ أيضًا.